# 靳敬一
靳敬一（1932年3月—），男，北京人，中国新闻纪录电影摄影师，曾任中央新闻纪录电影制片厂厂长，中国电影家协会主席团委员。